# Lenđerovina
Lenđerovina (kyrillisch Ленђеровина) ist ein kleines Dorf in der Gemeinde Bugojno im Kanton Zentralbosnien in Bosnien und Herzegowina. Lenđerovina liegt etwa fünf Kilometer nordöstlich der Stadt Bugojno.

## Bevölkerung

### Ethnische Zusammensetzung
- 125 – Kroaten (Stand: 1991)
- 103 – Moslems (Bosniaken)
- 24 – Serben
- 7 – unbekannt

Insgesamt: 259